# NGC 905
NGC 905 est une lointaine galaxie spirale barrée située dans la constellation de la Baleine. NGC 905 a été découverte par l'astronome américain Francis Leavenworth en 1886.

## Caractéristiques
Sa vitesse par rapport au fond diffus cosmologique est de 13 382 ± 17 km/s, ce qui correspond à une distance de Hubble de 197 ± 14 Mpc (∼643 millions d'al).
HyperLeda et Wolfgang Steinicke classent cette galaxie comme lenticulaire, mais l'image du relevé SDSS montre la présence d'au moins deux bras spiraux et du début d'une barre. De plus, on peut observer un anneau qui entoure la galaxie. La classification (R)SB(s)b ? du professeur Seligman semble mieux convenir que celle de galaxie lenticulaire.
Selon la base de données Simbad, NGC 905 est une galaxie active de type Seyfert 2.